# جورج قرداحی
جورج قرداحی (انگلیسی: George Kurdahi) (زاده ۱ مه ۱۹۵۰ در فیطرون، لبنان) مجری، فعال رسانه‌ای و خبرنگار مشهور لبنانی است. او در سپتامبر ۲۰۲۱ به‌عنوان وزیر اطلاع‌رسانی در دولت نجیب میقاتی در لبنان انتخاب شد و از مجلس این کشور رأی اعتماد گرفت.
قرداحی دانش‌آموخته‌ی علم سیاست و حقوق از دانشگاه لبنان است و فعالیت رسانه‌ای خود را در تلویزیون لبنان آغاز نمود. در عین حال در روزنامه‌ی لسان الحال به‌عنوان روزنامه‌نگار فعالیت می‌نمود.
وی در سال ۱۹۷۹ به شبکه‌ی جهانی مونت کارلو در پاریس پیوست که باعث شد وی به شهرت فراگیر برسد. او تا سال ۱۹۹۲ در این شبکه فعالیت نمود و به پست سردبیر منصوب شد و بعد از آن به‌عنوان سردبیر در شبکه‌ی شرق در پاریس منصوب گردید که دو سال ادامه داشت و بالاخره در سال ۱۹۹۴ به شبکه‌‌ی ام بی سی اف ام لندن که در آن زمان که در شرایط سختی به سر می‌برد پیوست. قرداحی توانست موجب ارتقای این شبکه شود. وی در سال ۲۰۰۰ توانست برنامه‌ی مسابقه‌ی چه کسی یک میلیون را می‌برد که برنامه‌ای ساخته‌شده به سبک چه کسی می‌خواهد یک میلیونر باشد؟ را به زبان عربی در ام بی سی ۱ اجرا کند؛ که باعث رسیدن وی به شهرت درجه‌ی اولی در جهان عرب گردید.
بعد از آن نیز برنامه‌ی قدرت دهم را که جایزه‌ای معادل ده میلیون ریال سعودی داشت، اجرا کرد. وی بعد از اظهار نظر در خصوص اوضاع سوریه از شبکه‌ی ام بی سی اخراج گردید و برنامه‌ی المسامح کریم را اجرا کرد که با استقبال وسیعی مواجه شد.
وی با شخصیت‌های سیاسی و مذهبی زیادی همچون احمد الطیب مفتی اعظم الازهر، سید روح‌الله خمینی و همچنین سید علی خامنه‌ای نیز دیدار داشته و به‌عنوان سفیر حسن نیت سازمان ملل انتخاب گردیده‌ است.

## اجرای برنامه
- من سیربح الملیون؟
- افتح قلبک
- التحدی
- القوة العاشرة
- مسابقة الجماهیر
- الملیونیر
- المسامح کریم
- من سیربح ۲ میلیون
- المسامح کریم ۲
- أهل القمة